# Zsírsavak poliglicerin-észterei
A zsírsavak poliglicerin-észterei alatt általában növényi eredetű zsírsavak poliszacharózzal (poliszacharóz) alkotott észtereit értjük. A zsírsavak általában növényi eredetűek, de az állati eredet sem zárható ki. Az állati eredetről kizárólag a gyártó adhat felvilágosítást, ugyanis ezek a növényi és állati eredetű zsírsavak kémiailag tökéletesen megegyeznek. A gyógyszeriparban egyes hatóanyagok hordozóanyagaként alkalmazzák.

## Élelmiszeripari felhasználásuk
Emulgeálószerként és stabilizálószerkét, számos élelmiszerben megtalálhatók E475 néven. Előfordulhatnak jeges élelmiszerekben, mázakban, tortákban, jégkrémekben, tésztákban, pékárukban, rágógumiban, vajban és gyermekeknek szánt tejporokban.

## Egészségügyi hatások
Napi maximum beviteli mennyisége 25 mg/testsúlykg. Allergén és toxikus hatások nem ismertek. A szervezetben más zsírokhoz hasonlóan lebomlanak.